# Hibiscus splendens
Hibiscus splendens är en malvaväxtart som beskrevs av John Fraser och Robert Graham.
Hibiscus splendens ingår i Hibiskussläktet som ingår i familjen malvaväxter. Inga underarter finns listade i Catalogue of Life.

## Bildgalleri

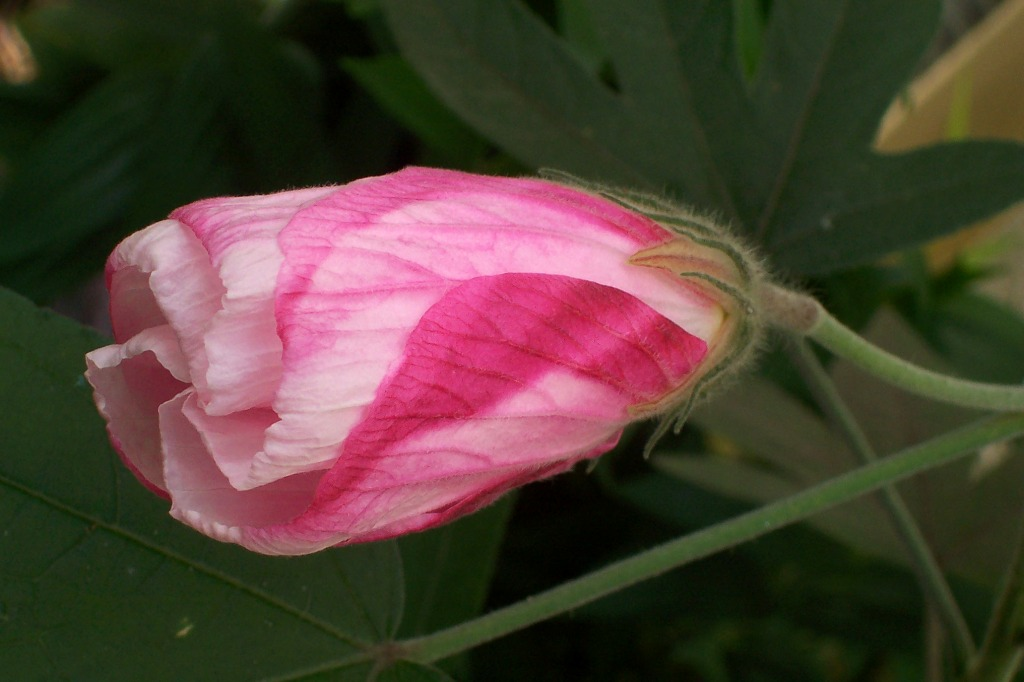